# Інгвар Ридель
Густав Інгвар Ридель (швед. Gustav Ingvar Rydell, нар. 7 травня 1922 року, Бенгтсфорс — пом. 20 червня 2013, Хелльвікен) — шведський футболіст, нападник, бронзовий призер чемпіонату світу 1950 року і Олімпійських ігор 1952 року в складі збірної Швеції. У 1950 році, забивши 22 м'ячі за «Мальме», став кращим бомбардиром чемпіонату Швеції.

## Титули і досягнення
- Бронзовий олімпійський призер: 1952
- Чемпіон Швеції: 1948-49, 1949-50
- Володар Кубка Швеції: 1947
- Бронзовий призер чемпіонату світу: 1950